# Sort

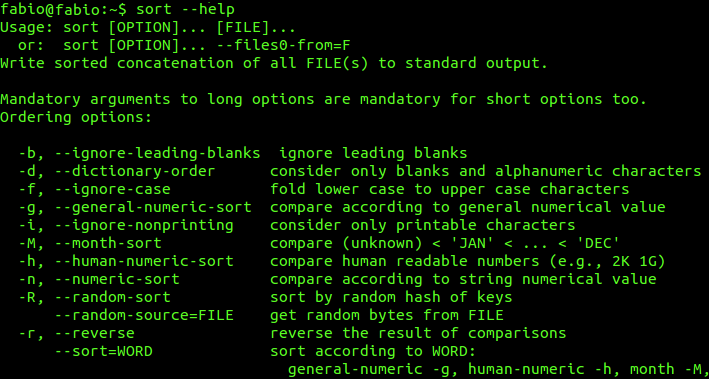
sort --help

sort — UNIX‐утилита, выводящая сортированное слияние указанных файлов на стандартный вывод с использованием установленной в среде локали.

## Использование
- sort [-m][-o output][-bdfinru][-t char][-k keydef]… [file…]
- sort -c [-bdfinru][-t char][-k keydef][file]

## Параметры запуска
-b, --ignore-leading-blanks
игнорировать начальные пропуски
-d, --dictionary-order
рассматривать только пропуски, буквы и цифры
-f, --ignore-case
игнорировать регистр букв
-i, --ignore-nonprinting
рассматривать только печатные знаки
-n, --numeric-sort
сравнивать численные значения строк
-h, --human-numeric-sort
сравнивать численные значения с учетом сокращения степени (2K, 1G)
-r, --reverse
обратить результаты сравнения
-u, --unique
с -c, проверять порядок строго; без -c, выводить только первое среди нескольких равных
-c, --check
проверять, сортированы ли входные файлы; не сортировать
-k, --key=Поз1[,Поз2]
начинать ключ в Поз1 и завершать на Поз2 (отсчет от 1)
-o, --output=ФАЙЛ
выводить в ФАЙЛ, а не на стандартный вывод
-t, --field-separator=РАЗДЕЛИТЕЛЬ
использовать при поиске ключевых полей РАЗДЕЛИТЕЛЬ, а не переход от непробельных знаков к пробельным
-m
использовать оперативную память в качестве буфера

## Аналогичные команды в других операционных системах
Команда sort присутствует в командной строке Windows. Она сортирует строки, получаемые из файла или стандартного ввода в алфавитном или обратном алфавитному порядке с учётом регистра, выводя результат в стандартный вывод или в файл.